# Allied Forces
Allied Forces es el quinto álbum de estudio de la banda de hard rock canadiense Triumph y fue publicado en 1981.
Este álbum se colocó en el lugar 23.° de la lista del Billboard 200, mientras que "Magic Power" se ubicó en el 51.° lugar de la lista del Billboard Hot 100  y en la 8.ª posición del Mainstream Rock Tracks. Otras canciones que aparecieron en la lista del Mainstream Rock Tracks fueron "Fight the Good Fight" y "Say Goodbye", en las posiciones 18.° y 51.° respectivamente.
El álbum después de su publicación original fue remasterizado y lanzado en formato de disco compacto (CD) en varias ocasiones, primero en 1985 por la discográfica RCA Records, después en 1995 por TRC Records y por última vez en el 2004 por TML Entertainment.
Allied Forces fue certificado disco de oro el 30 de junio de 1982 y disco de platino el 21 de abril del 2003 por la Recording Industry Association of America (RIAA).

## Lista de canciones

### Lado A
| A Side |                                   |                                         |          |  |
| N.º    | Título                            | Escritor(es)                            | Duración |  |
| 1.     | «Fool for Your Love»              | Rik Emmett / Michael Levine / Gil Moore | 4:30     |  |
| 2.     | «Magic Power»                     | Rik Emmett / Michael Levine / Gil Moore | 4:54     |  |
| 3.     | «Air Raid»                        | Rik Emmett / Michael Levine / Gil Moore | 1:18     |  |
| 4.     | «Allied Forces»                   | Rik Emmett / Michael Levine / Gil Moore | 5:06     |  |
| 5.     | «Hot Time (In This City Tonight)» | Rik Emmett / Michael Levine / Gil Moore | 3:24     |  |

### Lado B
| B side |                        |                                         |          |  |
| N.º    | Título                 | Escritor(es)                            | Duración |  |
| 6.     | «Fight the Good Fight» | Rik Emmett / Michael Levine / Gil Moore | 6:23     |  |
| 7.     | «Ordinary Man»         | Rik Emmett / Michael Levine / Gil Moore | 7:14     |  |
| 8.     | «Petite Étude»         | Rik Emmett / Michael Levine / Gil Moore | 1:15     |  |
| 9.     | «Say Goodbye»          | Rik Emmett / Michael Levine / Gil Moore | 4:36     |  |

## Formación
- Rik Emmett — voz principal, guitarra de seis cuerdas, guitarra de doce cuerdas y coros.
- Gil Moore — batería, voz principal y coros.
- Michael Levine — bajo, órgano, piano y teclado.
- Elaine Overholt — coros